# Vujadin Boškov
Vujadin Boškov (sârbă Вујадин Бошков; n. 16 mai 1931, Begeč⁠(d), Districtul Bačka de Sud, Serbia – d. 27 aprilie 2014, Novi Sad, Serbia) a fost un fotbalist și antrenor de fotbal sârb.

## Palmares

### Ca antrenor
FK Vojvodina (ca director sportiv)
- Prima Ligă Iugoslavă: 1965–66

ADO Den Haag
- KNVB Cup: 1974–75

Real Madrid
- La Liga: 1979–80
- Copa del Rey: 1979–80

Ascoli
- Serie B: 1985–86

Sampdoria
- Cupa Cupelor UEFA: 1989–90
- Serie A: 1991
- Coppa Italia: 1988, 1989
- Supercoppa Italiana: 1991

## Decesul
Vujadin Boškov a decedat în Novi Sad, pe 27 aprilie 2014, la vârsta de 82 de ani.

## Refereințe
1. ↑  Preminuo Vujadin Boškov Arhivat în 17 septembrie 2014, la Wayback Machine.; Mondo, 27 April 2014